# Alassane Diop
Pour les articles homonymes, voir Diop.
Alassane Diop était un ministre de l'Information de Guinée qui a été arrêté et détenu au Camp Boiro pendant dix ans, avant de retourner au Sénégal après sa libération.

## Parcours professionnel
Diop est d’origine sénégalaise et a une formation d’ingénieur électricien.
Après l'indépendance de la Guinée, en novembre 1958, il est nommé secrétaire d'État à l'information.
En janvier 1963, il est nommé ministre des Postes, des Télécommunications et du Tourisme de la Guinée puis, entre janvier 1968 et 1971, secrétaire d'État aux Transports.
Il est nommé par le président Sékou Touré à la tête d'une commission chargée d'enquêter sur les envahisseurs étrangers à l'intérieur de la Guinée. Il a signalé qu'il n'y en avait pas. Touré l'a remercié pour son travail et lui a accordé 15 jours de congé en Bulgarie. En son absence, une nouvelle commission dirigée par Ismaël Touré a conclu qu'il y avait bien des envahisseurs, et que Diop en était complice. Il fut arrêté en 1971 et passa dix ans en prison. En 1976, il était l'un des seuls survivants des ministres arrêtés et envoyés au camp Boiro depuis 1969.